# Ermita de la Magdalena (Moncofa)
L'ermita de la Magdalena, coneguda també com a ermita de Santa Magdalena, situada al costat de la Avd Port del Grao de Moncofa, a uns 400 metres de la platja, és un lloc de culte catòlic situat a Moncofa, Plana Baixa, catalogat com Bé de Rellevància Local segons la Disposició Addicional Cinquena de la Llei 5/2007, de 9 de febrer, de la Generalitat, de modificació de la Llei 4/1998, d'11 de juny, del Patrimoni Cultural Valencià (DOCV Núm. 5.449 / 13/02/2007), amb codi 12.06.077-003.

## Descripció històric artística
L'ermita està dedicada a Maria Magdalena, que és a més la patrona de Moncofa, i se situa en una zona enjardinada a l'entrada del poblat marítim del Grao, en una plaça que es localitza en l'encreuament del Camí a la Mar amb la Avinguda de la Magdalena.
La construcció de l'ermita va tenir el seu origen en el desig de commemorar i donar gràcies de l'arribada d'una imatge de María Magdalena a la tardor de 1423, procedent de Marsella i portada per mar en un vaixell que capitanejava Bernardo de Centelles.
Datada del segle xviii, es va erigir sobre les restes d'una fortificació militar (dels quals pot contemplar-se vestigis d'una torre defensiva que en l'actualitat formen part dels murs del temple, deixats sense arrebossar per ser identificats), que també estava dedicada a Maria Magdalena, i que s'havia construït al seu torn en el mateix lloc on va haver-hi una antiga ràpita musulmana.
El temple, totalment exempt, externament és blanc i senzill, presentant un atri previ amb tres arcs rebaixats de diferent grandària, estenent-se l'arcada en els laterals, de manera que mentre en el costat dret es dona lloc a un porxo amb poyo corregut, en el costat esquerre s'utilitza l'espai per situar la casa de l'ermità.
La coberta és a dues aigües, rematada amb teules. La façana presenta un frontó triangular del que parteix l'espadanya de maó, amb buit en forma d'arc de mig punt i en el qual se situa la campana, cridada María, fosa en 1880. La campana s'acciona manualment des de l'interior del temple.
Interiorment presenta una gran lluminositat, i planta de nau única i capelles laterals d'escassa profunditat, en nombre de sis i a les quals s'accedeix per un gran arc de mig punt. La volta central és de canó.
L'ermita va necessitar ser reconstruïda en 1943, després de la guerra del 36, per part del Servei Nacional de Regions Devastades i Reparacions, moment en el qual s'afegeix com a nou element la espanyada. El 1997 es va procedir a la seva reconstrucció, acabant-se els treballs el 1998. Més tard, l'any 2009 es va restaurar la campana i el mecanisme de volteig.

## Festivitat
Les festes de l'ermita coincideixen amb la celebració de Santa Maria Magdalena, que és el dia 22 de juliol, pesi a la qual cosa, les festes se celebren el dia 23, amb el trasllat de la imatge de la santa de l'ermita al Grao, on uh grup de mariners l'endinsen en el mar. Després es duu a terme una representació, en vers, de la història de l'arribada de la imatge, passant finalment a retornar l'esmentada imatge de nou al seu lloc en l'ermita.